# Doasmaisas
Domaize és un municipi francès situat al departament del Puèi Domat i a la regió d'Alvèrnia-Roine-Alps. L'any 2007 tenia 359 habitants.

## Demografia

### Població
El 2007 la població de fet de Domaize era de 359 persones. Hi havia 151 famílies de les quals 45 eren unipersonals (19 homes vivint sols i 26 dones vivint soles), 45 parelles sense fills, 53 parelles amb fills i 8 famílies monoparentals amb fills.
La població ha evolucionat segons el següent gràfic:
Habitants censats

### Habitatges
El 2007 hi havia 280 habitatges, 150 eren l'habitatge principal de la família, 91 eren segones residències i 39 estaven desocupats. 278 eren cases i 1 era un apartament. Dels 150 habitatges principals, 127 estaven ocupats pels seus propietaris, 20 estaven llogats i ocupats pels llogaters i 4 estaven cedits a títol gratuït; 3 tenien una cambra, 11 en tenien dues, 30 en tenien tres, 41 en tenien quatre i 65 en tenien cinc o més. 90 habitatges disposaven pel capbaix d'una plaça de pàrquing. A 64 habitatges hi havia un automòbil i a 73 n'hi havia dos o més.

### Piràmide de població
La piràmide de població per edats i sexe el 2009 era:
| Homes | Edats   | Dones |
| ----- | ------- | ----- |
| 0     | 95 o +  | 4     |
| 0     | 90 a 94 | 0     |
| 4     | 85 a 89 | 4     |
| 8     | 80 a 84 | 4     |
| 4     | 75 a 79 | 24    |
| 4     | 70 a 74 | 8     |
| 4     | 65 a 69 | 8     |
| 12    | 60 a 64 | 4     |
| 4     | 55 a 59 | 12    |
| 8     | 50 a 54 | 4     |
| 16    | 45 a 49 | 12    |
| 8     | 40 a 44 | 4     |
| 4     | 35 a 39 | 12    |
| 24    | 30 a 34 | 20    |
| 8     | 25 a 29 | 12    |
| 4     | 20 a 24 | 0     |
| 8     | 15 a 19 | 4     |
| 12    | 10 a 14 | 8     |
| 20    | 5 a 9   | 12    |
| 12    | 0 a 4   | 0     |

## Economia
El 2007 la població en edat de treballar era de 229 persones, 166 eren actives i 63 eren inactives. De les 166 persones actives 148 estaven ocupades (84 homes i 64 dones) i 18 estaven aturades (8 homes i 10 dones). De les 63 persones inactives 24 estaven jubilades, 15 estaven estudiant i 24 estaven classificades com a «altres inactius».

### Ingressos
El 2009 a Domaize hi havia 161 unitats fiscals que integraven 395,5 persones, la mediana anual d'ingressos fiscals per persona era de 14.481 €.

### Activitats econòmiques
Dels 18 establiments que hi havia el 2007, 2 eren d'empreses de fabricació d'altres productes industrials, 3 d'empreses de construcció, 2 d'empreses de comerç i reparació d'automòbils, 1 d'una empresa de transport, 1 d'una empresa d'hostatgeria i restauració, 2 d'empreses immobiliàries, 4 d'empreses de serveis i 3 d'empreses classificades com a «altres activitats de serveis».
Dels 7 establiments de servei als particulars que hi havia el 2009, 1 era un taller de reparació d'automòbils i de material agrícola, 1 guixaire pintor, 1 fusteria, 1 lampisteria, 2 perruqueries i 1 agència immobiliària.
L'any 2000 a Domaize hi havia 16 explotacions agrícoles que ocupaven un total de 450 hectàrees.

## Equipaments sanitaris i escolars
El 2009 hi havia una escola elemental integrada dins d'un grup escolar amb les comunes properes formant una escola dispersa.

## Poblacions més properes
El següent diagrama mostra les poblacions més properes.